# Phare de l'île Herradura
Le phare de l'île Herradura (en espagnol : Faro de Isla Herradura) est un phare actif situé sur l'île Herradura dans la province de Puntarenas au Costa Rica. Il est géré par l'Autorité portuaire de Puntarenas.

## Histoire
L'île Herradura est située juste à l'entrée sud du golfe de Nicoya. Le phare est situé sur le sommet à l'extrémité ouest de l'île.

## Description
Ce phare est une tour métallique à claire-voie, avec une galerie et une balise de 18 m de haut, adjacente à un bâtiment technique d'un étage. La tour est peinte en bandes horizontales rouges et blanches. Il émet, à une hauteur focale d'environ 99 m, un éclat blanc par période de 10 secondes. Sa portée est de 15 milles nautiques (environ 28 km).
Identifiant : ARLHS : COS-004 - Amirauté : G3316 - NGA : 111-15460 .

### Lien connexe
- Liste des phares du Costa Rica